# FV Biberach
Maillots
Le FV Biberach  est un club allemand de football localisé à Biberach an der Riß, en Haute Souabe dans le Bade-Wurtemberg.
Le club actuel tire son nom d’une fusion survenue en 1970 entre la section football de la TG Biberach et du FC Wacker Biberach.

## Repères historiques
- 1900 – création d’une section football au sein de la TURNGEMEINSCHAFT BIBERACH.
- 1912 – la section football de la TURNGEMEINSCHAFT BIBERACH devint indépendante sous l’appellation SPORT VEREIN BIBERACH.
- 1945 – SPORT VEREIN BIBERACH fut dissous par les Alliés.
- 1945 – automne, reconstitution sous l’appellation SPORT VEREINIGUNG BIBERACH.
- 1949 - SPORT VEREINIGUNG BIBERACH devint la section football de la TURNGEMEINSCHAFT BIBERACH.
- 1952 – fondation du FUSBALL-CLUB WACKER BIBERACH.
- 1970 – fusion de la section football de la TURNGEMEINSCHAFT BIBERACH et du SPORT-CLUB WACKER BIBERACH pour former le FUSSBALL VEREIN BIBERACH.

## Histoire
Les  prémices club remontent à la création, en 1900, d’une section football au sein de la TG Biberach, un cercle gymnique.
En 1912, cette section football sous la dénomination SV Biberach. Le club évolua dans l’anonymat des séries inférieures. En 1934, il remporta sa Bezirksklasse avec une différence de buts de 106-58.
Après la Seconde Guerre mondiale, le SV Biberach fut dissous par les Alliés, comme tous les clubs et associations allemands (voir Directive n°23).
En 1945, le cercle fut reconstitué sous l’appellation SV Biberach, mais cette fois le V signifiait Vereinigung et non plus Verein. Cette finesse permit de déjouer les obligations de la Directive n°23 qui stipulait que les anciennes appellations, employées sous le régime nazi, étaient interdites
En 1947, le SV Biberach fut un des fondateurs de l’Oberliga Sud-Ouest, Groupe Sud. Le club y deux saisons.
En 1949, le cercle fut reversé dans la région Sud, dans une ligue inférieure et redevint la section football du TG Biberach.
En 1952, un ancien club local, le FC Wacker Biberach fut reconstitué. En 1970, la section la section football du TG Biberach et le FC Wacker fusionnèrent pour former le FV Biberach.
Sous ce nom, le club s’illustra en jouant les premiers rôles dans la Schwarzwald-Bodenseeliga. En 1978, le FV Biberach fut repris pour devenir un des fondateurs d’une nouvelle série instituée au 3e niveau de la hiérarchie allemande, l’Oberliga Württemberg créée la saison suivante.
En 1986, le cercle redescendit en Verbandsliga Bade-Wurtemberg (niveau 4). Cette série devint, après réforme de la pyramide par la DFB, la Landesliga Bade-Wurtemberg (niveau 5). Le FV Biberach en fut champion en 1991 et retourna en en Verbandsliga Bade-Wurtemberg (niveau 4).
En 1994, le club remporta la Verbandsliga Bade-Wurtemberg (Niv 4) et accéda à la l’Oberliga Württemberg. D’un point de vue hiérarchique, le club resta au même niveau car la DFB continuait la réorganisation de ses ligues, à la suite de la réunification du pays en 1990. L’Oberliga Bade-Württemberg devint donc une des séries du  niveau 4. Le FV Biberach y joua jusqu’en 1999. (depuis 2008 cette ligue est de niveau 5). 
Ensuite, et depuis, le club glissa vers les séries inférieures régionales, alternant, au fil de saisons, montée ou descente. Le point le plus bas fut la Bezirkliga/Riss (alors niveau 8) en 2004. Après un retour en Verbandsliga Bade-Wurtemberg (niv 6) en 2008, le club redescendit d’un cran après une saison.

## Palmarès
- Champion en Bezirksliga: 1934.
- Champion de la Oberschwabenliga: 1963.
- Champion de la Bezirksliga Schwarzwald-Bodensee: 1965.
- Vice-champion de la Schwarzwald-Bodenseeliga: 1971, 1972, 1978.
- Champion de la Landesliga Bade-Wurttemberg: 1991.
- Champion de la Verbandsliga Bade-Wurttemberg: 1994.
- Vainqueur de la Coupe du Wurtemberg: 1967.

## Entraîneurs
- 1970-1971 :  Wilhelm Hahnemann

## Sources et Liens externes
- Website officiel du FV Biberach
- Archives des ligues allemandes depuis 1903
- Base de données du football allemand